# Obarvano zlato
Obarvano zlato je zlitina zlata in določenih kovin v različnih razmerjih. Teoretično obstaja več sto različnih kombinacij, v glavnem pa da zlitina zlata (Au) in bakra (Cu) rdeče zlato, zlitina zlata in kovine bele barve (kot so platina (Pt), iridij (Ir) in srebro (Ag)) pa belo zlato. Večji delež druge kovine vpliva na čistost zlata, ki se meri v karatih: če privzamemo starejši način, kjer je zlitina razdeljena na 24 delov, bo npr. rdečo zlato s 14 delci zlata in 10 delci druge kovine 14-karatno.

## Zvrsti obarvanega zlata

### Belo zlato
Belo zlato je zlitina zlata in minimalno ene kovine bele barve, običajno niklja (Ni) ali paladija (Pd). Lastnosti belega zlata so odvisne od kovin in njihovega razmerja, glede na to pa je tudi uporaba drugačna: belo zlato z nikljem je trdno, zato je uporabno za izdelavo prstanov in lasnic, s paladijem pa je mehko in lahko za oblikovati, zato je uporabno za bolj precizno oblikovanje kot del nakita. V slednjem primeru se včasih za večjo težo in trajnost doda še baker, srebro in/ali platino.
V industrijskem pogledu je izraz belo zlato zelo ohlapen, saj predstavlja le zlato z belim odtenkom. V resnici je barva take zlitine bledo rumena, roza ali celo rjava zaradi dodatka že omenjenih kovin, komercialno belkasto barvo pa daje prevleka iz rodija (Rh).

#### Kontaktna alergija
Pri približno enem človeku na osem ljudi se lahko pojavi blaga alergijska reakcija pri dolgotrajni nošnji nakita iz belega zlata zaradi prisotnosti niklja. Tipična reakcija je eflorescenca kože.

### Rdeče zlato
Rdeče zlato (tudi rozasto zlato) je zlitina zlata in bakra, kar daje v splošnem rdečkasto barvo. Na začetku 19. stoletja je bilo priljubljeno v Rusiji, zato je znano tudi kot rusko zlato. Pri večjem deležu bakra je rdeča barva bolj izrazita, v skladu s tem pa ločujemo torej rozasto zlato, ki ima manjši delež Cu, ter rdeče zlato, ki ima večji delež Cu. Največ karatov ima t. i. kronsko zlato, tj. 22 karatov. 18 karatno zlato navadno ne vsebuje 25 % Cu, pač pa 4 % Ag ter 21 % Cu. 14 karatno zlato na območju Srednjega vzhoda vsebuje 41,67 % bakra.

#### Rdeče zlato v glasbilih
Pri glasbilih se izraz rdeče oz. rožnato zlato nanaša na tanko prevleko bakra na notranji strani odmevnika trobil in pihal iz srebra. V danem primeru pravo zlato torej ni uporabljeno.

### Zeleno zlato
Zeleno zlato je zlitina iz zlata in čistega srebra, katerega barva je v resnici zeleno-rumena. Na tovrstno zlitino se emajl oz. lošč bolj oprime.

### Sivo zlato
Sivo zlato je zlitina zlata ter srebra, mangana (Mn) in bakra v določenih razmerjih. 

### Črno zlato
Črno zlato je zvrst zlata, ki se uporablja v draguljarstvu. Pridobi se ga lahko preko različnih metod, in sicer preko:
- galvanizacije z uporabo rodija ali rutenija (Ru);[7]
- patinacije z dodatkom žveplovih in kisikovih spojin;
- procesa odlaganja amorfnega ogljika in nadzorovane oksidacije zlata, ki vsebuje krom (Cr) ali kobalt (Co);
- laserskega pulza s trajanjem nekaj femtosekund (fs), ki deformira površino kovine, pri čemer se tvorijo nanostrukture, ki absorbirajo skoraj vso svetlobo.[8]

### Vijolično in modro zlato
Vijolično zlato je zlitina zlata in aluminija (Al), pri čemer je delež aluminija okoli 21 %, in je zlato 18-19 karatno. Vijolično zlato je bolj krhko, zato se lahko v primeru močnejšega udarca razlomi na kose; uporablja se ga za nakit, vendar ne kot osnovno sestavino le-tega. Modro zlato je zlitina zlata in indija (In) s podobnimi lastnostmi.